# ハインリヒ6世 (ライン宮中伯)
ハインリヒ6世（Heinrich VI., 1196年 - 1214年4月26日）は、ヴェルフ家のライン宮中伯。父はハインリヒ獅子公の長男ハインリヒ5世、母は2代前のホーエンシュタウフェン朝のライン宮中伯コンラートの娘アグネス。

## 生涯
1212年に父からプファルツ系ヴェルフェン家の当主として、ライン宮中伯領を譲られる。同年、ブラバント公アンリ1世の娘マティルダと結婚した。しかし、ハインリヒ6世は1214年に18歳で父に先立ち急死した。神聖ローマ皇帝位を巡る争いでは1209年に叔父のオットー4世が帝位に就いていたが、1212年以降フリードリヒ2世に対しオットー4世は劣勢に立たされていた。
子がなかったため、ライン宮中伯位はフリードリヒ2世に付いたバイエルン公ルートヴィヒ1世に与えられ、以後ヴィッテルスバッハ家の中で継承された。その後オットー4世はブーヴィーヌの戦いでフランス軍に大敗、廃位されて1218年に没した。妹アグネスはルートヴィヒ1世の子オットー2世と結婚した。また、妃マティルダはホラント伯フロリス4世と再婚した。マティルダとフロリス4世の間の子が後にドイツ対立王となったウィレム2世である。